# Sorrento (Maine)
Sorrento és una població dels Estats Units a l'estat de Maine (EUA). Segons el cens del 2000 tenia 290 habitants.

## Demografia
Segons el cens del 2000, Sorrento tenia 290 habitants, 128 habitatges, i 93 famílies. La densitat de població era de 28,1 habitants/km².
Dels 128 habitatges en un 21,9% hi vivien nens de menys de 18 anys, en un 60,2% hi vivien parelles casades, en un 9,4% dones solteres, i en un 27,3% no eren unitats familiars. En el 20,3% dels habitatges hi vivien persones soles el 9,4% de les quals corresponia a persones de 65 anys o més que vivien soles. El nombre mitjà de persones vivint en cada habitatge era de 2,27 i el nombre mitjà de persones que vivien en cada família era de 2,59.
Per edats la població es repartia de la següent manera: un 16,6% tenia menys de 18 anys, un 6,9% entre 18 i 24, un 21% entre 25 i 44, un 32,8% de 45 a 60 i un 22,8% 65 anys o més.
L'edat mediana era de 47 anys. Per cada 100 dones de 18 o més anys hi havia 96,7 homes.
La renda mediana per habitatge era de 42.125 $ i la renda mediana per família de 47.083 $. Els homes tenien una renda mediana de 24.167 $ mentre que les dones 27.500 $. La renda per capita de la població era de 23.791 $. Entorn del 3,4% de les famílies i el 5,7% de la població estaven per davall del llindar de pobresa.